# Schulzia hameliana
Schulzia hameliana är en flockblommig växtart som först beskrevs av Farille och S.B.Malla, och fick sitt nu gällande namn av P.K.Mukh. och Lincoln Constance. Schulzia hameliana ingår i släktet Schulzia och familjen flockblommiga växter. Inga underarter finns listade i Catalogue of Life.